# Kirk Haston
Kirk Haston, né le 10 mars 1979 à Lobelville (Tennessee), aux États-Unis, est un joueur américain de basket-ball. Il évolue au poste d'ailier fort.